# Isabel de Bretanya
Isabel de Bretanya (1478-10 de juny de 1490), fou la filla de Francesc II de Bretanya i de Margarida de Foix; era la germana d'Anna de Bretanya i hereva del ducat després d'aquesta.

## Biografia
Va viure al castell de Nantes. Va ser promesa a Joan III de Navarra el 1481, però aquest va preferir a Caterina de Navarra. Isabel tenia 8 anys quan la seva mare Margarida de Foix va morir. Als 10 anys va morir el seu pare. Isabel va morir prematurament el 1490 a l'edat de 12 anys d'una pneumònia.